# 鄧福如現場表演列表
本列表列出歌手鄧福如參與過的表演活動。

## 演唱會嘉賓
| 日期         | 地點             | 活動                       | 演出曲目                                |
| 2011年7月3日 | 台灣淡水漁人碼頭 | 蕭敬騰夏日狂想曲新歌演唱會 | - Just the way you are（合唱） - 未填詞 |

## 音樂活動表演
| 日期          | 地點       | 活動                                           | 演出曲目                                                         |
| 2013年4月20日 | 日本川崎市 | 第九屆亞洲流行音樂祭                           | - Let go - 如果有如果 - Just the way you are - Me & U - （合唱） |
| 2013年5月12日 | 台灣小巨蛋 | 鄧麗君 追夢何日君再來紀念演唱會                | - Tie A Yellow Ribbon Round The Ole Oak Tree                     |
| 2013年6月2日  | 台灣小巨蛋 | 2013 Hito流行音樂獎頒獎典禮 「打造音樂星盛事」 | - 遇見 - 日不落 - 對面的女孩看過來（合唱）                       |

## 活動表演
| 日期           | 地點             | 活動                       | 演出曲目                                                  |
| 2011年12月31日 | 台灣桃園藝文特區 | 2012綻放精彩i桃園跨年晚會  | - Nothing On You - 如果有如果 - 青花瓷 - 未填詞           |
| 2012年12月22日 | 台灣台大體育館   | 2012藝同點讚HIGH聖誕演唱會 | - Let Go - 一點點喜歡 - 如果有如果 - Just the way you are |
| 2012年12月31日 | 台灣中壢青埔     | 2013中壢市跨年晚會         | - Let Go - 如果有如果 - 一點點喜歡 - 青花瓷               |
| 2013年1月1日   | 台灣義大世界     | 2013義大世界跨年晚會       | - Let Go - 聲聲慢                                         |
| 2013年8月3日   | 台灣ATT 4 FUN    | 2013 HTC夏日音樂會         | - 良人 - Me & U - 天使 - I'm yours                        |